# 소년탐정 김지웅
소년탐정 김지웅은 정보의 홍수 속! 오감 활용 선제적 체험 기술로 의뢰받은 사건 & 궁금증을 해결해 주는 본격 트렌드 추리 웹예능이다.

## 진행자
- 김지웅 (제로베이스원)

## 게스트
- 하정숙[1], 허경환 (1회)
- 뱀뱀 (GOT7) (2회)
- 이기광 (하이라이트) (3회)
- 제로베이스원 (성한빈, 석매튜) (4회)
- 슬리피, 쯔양 (5회)
- 한유진 (제로베이스원), 채니아빠[2], 이승윤 (6회)
- 후이 (펜타곤), 신보미레[3], 이예지[4] (7회)
- 인성 (SF9), 미미미누 (8회)
- 타쿠야, 홍주찬 (골든차일드), KCC 이지스 선수단 (허웅, 송동훈, 정배권, 이근휘) (9회)
- 김재환, 정세운, 이택조 (10회)
- 장하오 (제로베이스원) (11회 ~ 12회)